# Бондаренко, Фёдор Пименович
Фёдор Пименович Бондаренко (1903—1961) — советский хозяйственный, государственный и политический деятель. Театральный режиссёр, актёр. Заслуженный деятель искусств РСФСР (1959).

## Биография
Родился в 1903 году. Член КПСС с 1924 года.
С 1923 года — на хозяйственной, общественной и политической работе. В 1923—1961 гг. — студент 1-го Московского университета, студент в театральном училище им. Вс. Мейерхольда, режиссёр и актёр в театре Мейерхольда, режиссёр в Ленинградском театре им. Ленсовета, Ленинградском Большом драматическом театре, директор Ленинградского театра оперы и балета им. Кирова, директор Большого театра СССР, директор театра им. Евгения Вахтангова, заведующий научно-творческим отделом Всесоюзного театрального общества.
Делегат XVIII съезда ВКП(б).
Умер в Москве в 1961 году. Похоронен на Новодевичьем кладбище.

## Постановки
- «Слуга двух господ», 1936,
- «Как закалялась сталь», 1937
- «Человек с ружьём», 1938
- «Снегурочка» (1959, Карельский драм. т-р, Петрозаводск),
- «Русский лес» по Леонову (1961, Т-р им. Вахтангова)